# Aerangis ugandensis
Aerangis ugandensis är en orkidéart som beskrevs av Victor Samuel Summerhayes. Aerangis ugandensis ingår i släktet Aerangis och familjen orkidéer. Inga underarter finns listade i Catalogue of Life.

## Bildgalleri

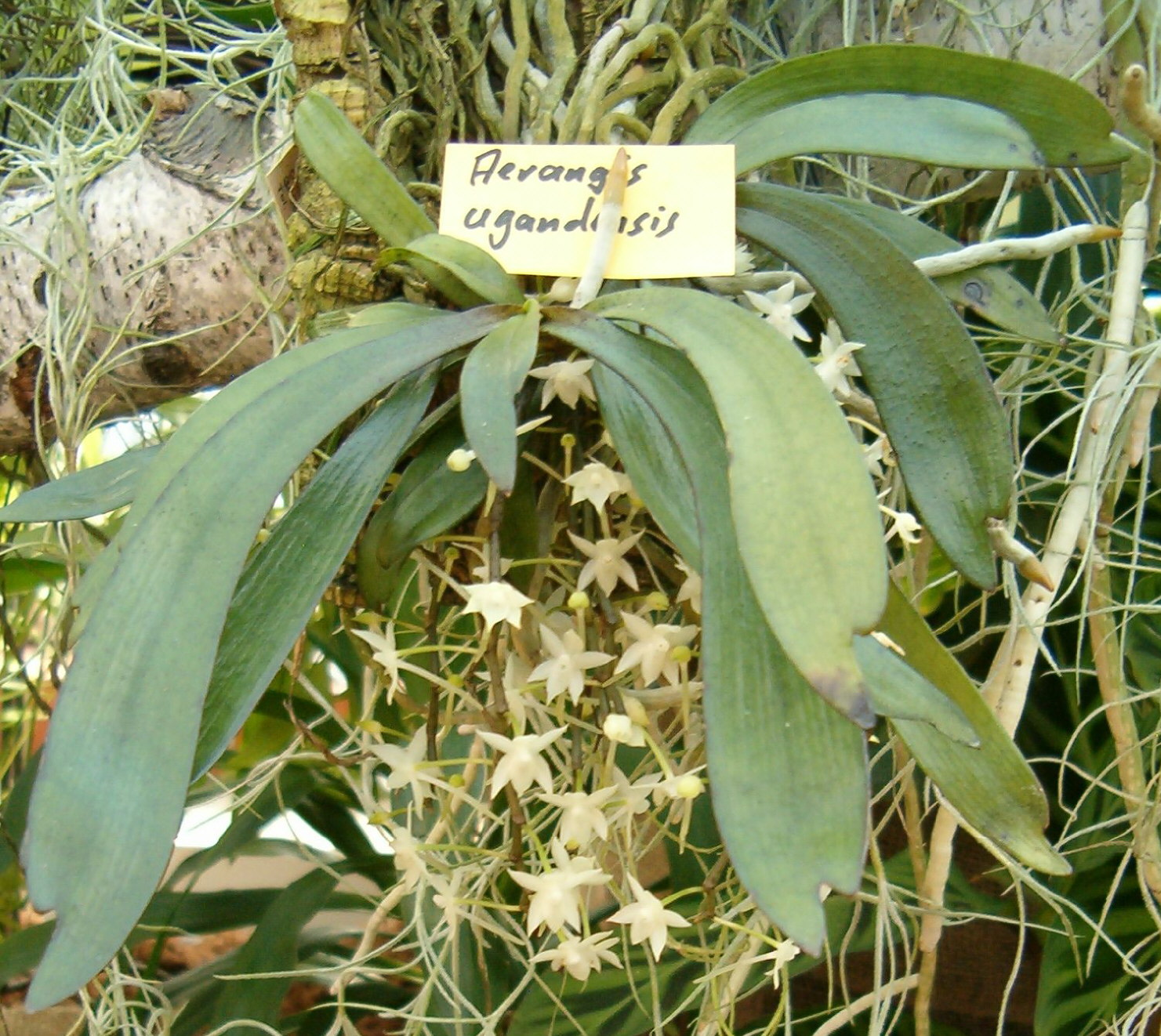
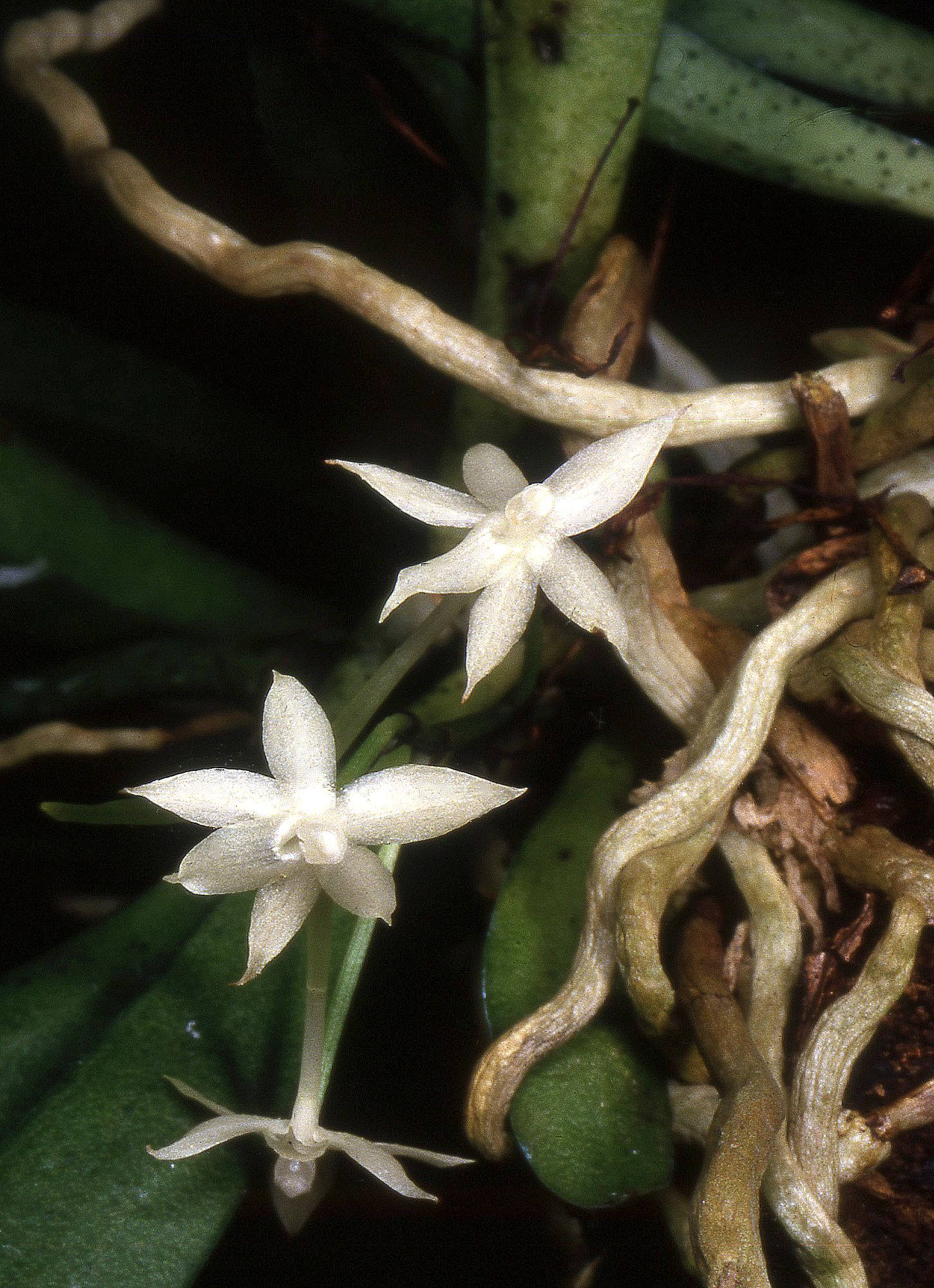
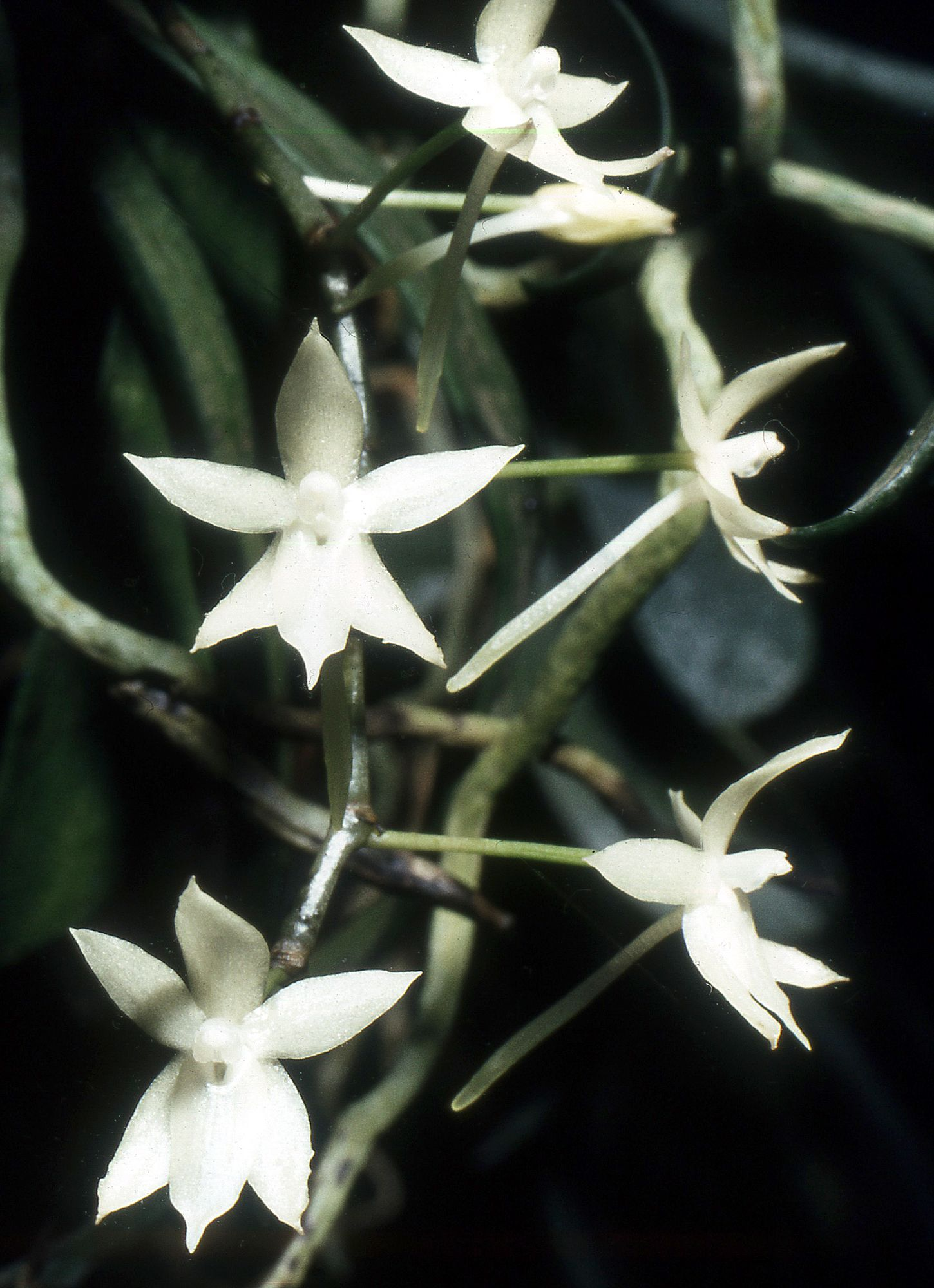
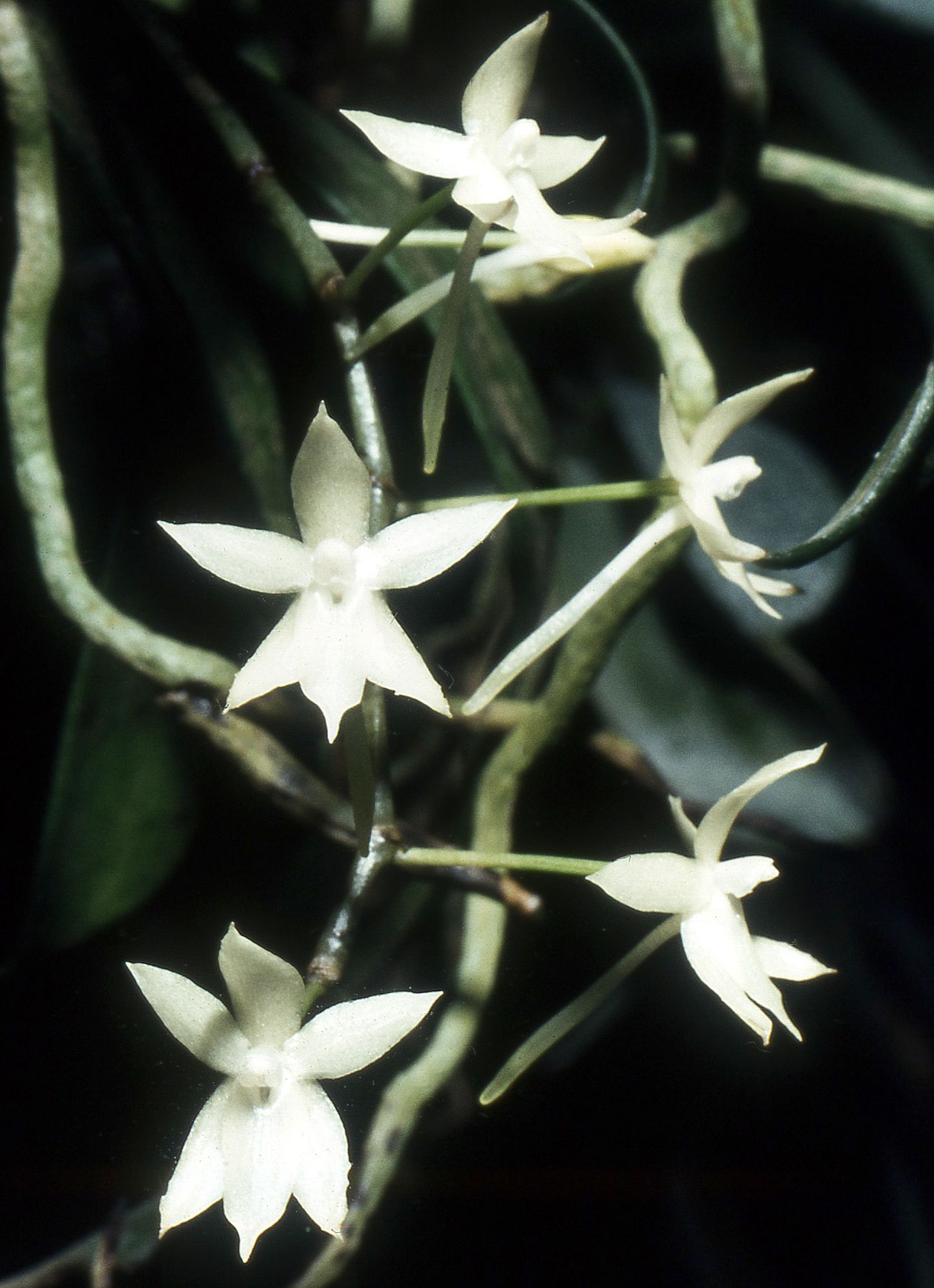